# Dolná Ves
Dolná Ves je obec na Slovensku v okresu Žiar nad Hronom v blízkosti starobylé Kremnice.
První zmínka o obci pochází z roku 1429, kdy patřila městu Kremnica. Před rokem 1948 se jmenovala Šváb. Od roku 1948 obec oficiálně užívá nynější název. Nachází se přibližně 5 km jižně od Kremnice. V obci je římskokatolický kostel Neposkvrněného početí Panny Marie.
Dolní Vsí protéká Kremnický potok (také nazývaný Rudnica), do kterého se v obci levostranně vlévá Švábský potok.